# 지옥견

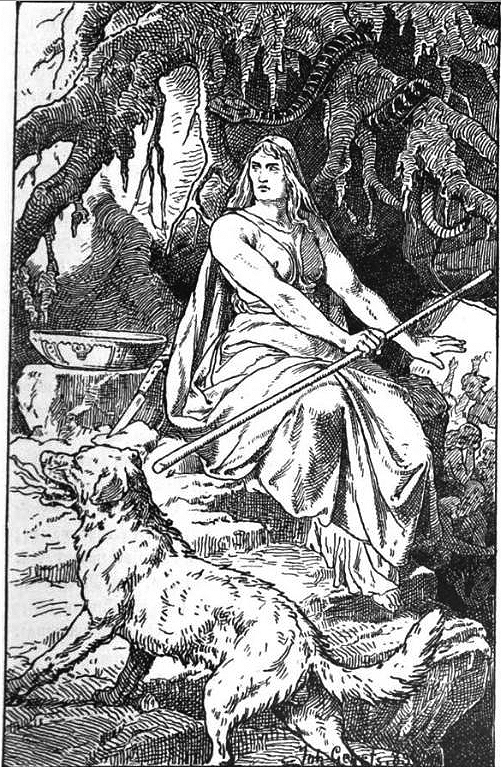
노르드 신화의 지옥견 가름

지옥견(hellhound 헬하운드[*])은 세계 여러 곳의 민담에 등장하는 초자연적인 개이다. 이런저런 측면에서 저승과 관련되어 있다는 공통점을 같는다.

## 여러 신화의 지옥견 목록
- 케르베로스 - 그리스 신화
- 가름 - 노르드 신화
- 쿤 안눈, 그윌기 - 웨일스 신화
- 쿠시 - 스코틀랜드 신화
- 바르게스트 - 영국 요크셔 민담
- 셔크 - 영국 서포크 민담
- 키르코그림 - 스웨덴, 핀란드

## 같이 보기
- 아누비스
- 셔크
- 케르베로스
- 딥 (카탈루냐 신화)
- 술 (지지)
- 펜리르
- 가이트래시
- 견신
- 보내는 개
- 딩고
- 도쿠가와 쓰나요시
- 바르그